# Alexander Meier
Alexander Meier (Buchholz in der Nordheide, Baja Sajonia, Alemania, 17 de enero de 1983) es un exfutbolista alemán que jugaba como delantero.
En enero de 2020, unos días después de abandonar el Western Sydney Wanderers, anunció su retirada como futbolista.

## Clubes
| Club                     | País      | Año       |
| ------------------------ | --------- | --------- |
| FC St. Pauli             | Alemania  | 2001-2003 |
| Hamburger SV             | Alemania  | 2003-2004 |
| Eintracht Fráncfort      | Alemania  | 2004-2018 |
| FC St. Pauli             | Alemania  | 2019      |
| Western Sydney Wanderers | Australia | 2019-2020 |

## Estadísticas
- Actualizado hasta el 1 de enero de 2020.

| St. Pauli · Alemania                                                                                                   | 1.ª           | 2001-02       | 2   | 0   | -  | -  | - | - | 2   | 0   | 0.00 |
| St. Pauli · Alemania                                                                                                   | 2.ª           | 2002-03       | 23  | 7   | 2  | 0  | - | - | 25  | 7   | 0.28 |
| St. Pauli · Alemania                                                                                                   | Total club    | Total club    | 25  | 7   | 2  | 0  | 0 | 0 | 27  | 7   | 0.26 |
| Hamburger SV · Alemania                                                                                                | 1.ª           | 2003-04       | 4   | 0   | -  | -  | - | - | 4   | 0   | 0.00 |
| Hamburger SV · Alemania                                                                                                | Total club    | Total club    | 4   | 0   | 0  | 0  | 0 | 0 | 4   | 0   | 0.00 |
| Eintracht Frankfurt · Alemania                                                                                         | 2.ª           | 2004-05       | 34  | 9   | 3  | 1  | - | - | 37  | 10  | 0.27 |
| Eintracht Frankfurt · Alemania                                                                                         | 1.ª           | 2005-06       | 33  | 7   | 5  | 3  | - | - | 38  | 10  | 0.26 |
| Eintracht Frankfurt · Alemania                                                                                         | 1.ª           | 2006-07       | 29  | 6   | 4  | 1  | 3 | 0 | 36  | 7   | 0.19 |
| Eintracht Frankfurt · Alemania                                                                                         | 1.ª           | 2007-08       | 11  | 4   | 2  | 3  | - | - | 13  | 7   | 0.54 |
| Eintracht Frankfurt · Alemania                                                                                         | 1.ª           | 2008-09       | 19  | 3   | 1  | 0  | - | - | 20  | 3   | 0.15 |
| Eintracht Frankfurt · Alemania                                                                                         | 1.ª           | 2009-10       | 34  | 10  | 3  | 2  | - | - | 37  | 12  | 0.32 |
| Eintracht Frankfurt · Alemania                                                                                         | 1.ª           | 2010-11       | 24  | 2   | 3  | 0  | - | - | 27  | 2   | 0.07 |
| Eintracht Frankfurt · Alemania                                                                                         | 2.ª           | 2011-12       | 32  | 17  | 2  | 0  | - | - | 34  | 17  | 0.50 |
| Eintracht Frankfurt · Alemania                                                                                         | 1.ª           | 2012-13       | 31  | 16  | 1  | 0  | - | - | 32  | 16  | 0.50 |
| Eintracht Frankfurt · Alemania                                                                                         | 1.ª           | 2013-14       | 22  | 8   | 2  | 0  | 6 | 7 | 30  | 15  | 0.50 |
| Eintracht Frankfurt · Alemania                                                                                         | 1.ª           | 2014-15       | 26  | 19  | 1  | 1  | - | - | 27  | 20  | 0.74 |
| Eintracht Frankfurt · Alemania                                                                                         | 1.ª           | 2015-16       | 21  | 12  | 1  | 0  | - | - | 22  | 12  | 0.55 |
| Eintracht Frankfurt · Alemania                                                                                         | 1.ª           | 2016-17       | 21  | 5   | 4  | 0  | - | - | 25  | 5   | 0.20 |
| Eintracht Frankfurt · Alemania                                                                                         | 1.ª           | 2017-18       | 1   | 1   | 0  | 0  | - | - | 1   | 1   | 1.00 |
| Eintracht Frankfurt · Alemania                                                                                         | Total club    | Total club    | 338 | 119 | 32 | 11 | 9 | 7 | 379 | 137 | 0.36 |
| St. Pauli · Alemania                                                                                                   | 2.ª           | 2018-19       | 16  | 6   | -  | -  | - | - | 16  | 6   | 0.38 |
| St. Pauli · Alemania                                                                                                   | Total club    | Total club    | 16  | 6   | 0  | 0  | 0 | 0 | 16  | 6   | 0.38 |
| Western Sydney Wanderers Australia                                                                                     | 1.ª           | 2019-20       | 12  | 1   | -  | -  | - | - | 12  | 1   | 0.08 |
| Western Sydney Wanderers Australia                                                                                     | Total club    | Total club    | 12  | 1   | 0  | 0  | 0 | 0 | 12  | 1   | 0.08 |
| Total carrera | Total carrera | Total carrera | 395 | 133 | 34 | 11 | 9 | 7 | 438 | 151 | 0.34 |
| (1) Incluye datos de Copa de Alemania. (2) Incluye datos de Europa League. (3) No incluye goles en partidos amistosos. |               |               |     |     |    |    |   |   |     |     |      |

## Palmarés

### Campeonatos nacionales
| Título           | Club                | País     | Año  |
| ---------------- | ------------------- | -------- | ---- |
| Copa de Alemania | Eintracht Fráncfort | Alemania | 2018 |

### Distinciones individuales
| Distinción                                  | Año     |
| ------------------------------------------- | ------- |
| Máximo goleador de la Bundesliga (19 goles) | 2014-15 |